# إعلان حالة حب (فلم)
إعلان حالة حب هو فيلم كويتي صدرَ عام 2008 من كتابة مصعب الفيلكاوي وإخراج خالد بطي الشمري وبطولةِ كلٍ من مشاعل الزنكوي وأميرة محمد.

## طاقم العمل
- مشاعل الزنكوي
- أميرة محمد
- أحمد صلاح الدين
- شهاب حاجية
- علاء مرسي
- محمد الرمضان
- نواف النجم